# خط طول 99° شرق
خط طول 99° شرق هو أحد خطوط الطول الجغرافية، والتي تمتد من القطب الشمالي الجغرافي إلى القطب الجنوبي الجغرافي، وحسب التحويل الزمني يتقدم خط طول 99° شرق عن خط غرينتش بـ6 ساعة و36 دقيقة.

## من القطب إلى القطب
ينطلق خط طول 99° شرق من القطب الشمالي نحو القطب الجنوبي مرورا بالمناطق التي ترد في الجدول التالي:
| الإحداثيات                         | البلد أو الإقليم أو البحر | ملاحظات |
| ---------------------------------- | ------------------------- | --- |
| 90°0′N 99°0′E / 90.000°N 99.000°E  | المحيط المتجمد الشمالي    | |
| 80°45′N 99°0′E / 80.750°N 99.000°E | بحر لابتيف                | |
| 80°3′N 99°0′E / 80.050°N 99.000°E  | روسيا                     | كراسنويارسك كراي — جزيرة ثورة أكتوبر, سيفيرينيا زيمليا |
| 78°48′N 99°0′E / 78.800°N 99.000°E | بحر كارا                  | |
| 76°30′N 99°0′E / 76.500°N 99.000°E | روسيا                     | كراسنويارسك كراي إركوتسك أوبلاست — من 57°44′N 99°0′E / 57.733°N 99.000°E توفا — من 53°7′N 99°0′E / 53.117°N 99.000°E بورياتيا — من 52°55′N 99°0′E / 52.917°N 99.000°E |
| 52°7′N 99°0′E / 52.117°N 99.000°E  | منغوليا                   | |
| 42°36′N 99°0′E / 42.600°N 99.000°E | جمهورية الصين الشعبية     | منغوليا الداخلية قانسو — من 40°47′N 99°0′E / 40.783°N 99.000°E تشينغهاي — من 38°57′N 99°0′E / 38.950°N 99.000°E سيتشوان — من 33°5′N 99°0′E / 33.083°N 99.000°E منطقة التبت ذاتية الحكم — من 30°9′N 99°0′E / 30.150°N 99.000°E Sichuan — لحوالي 9 km من 29°47′N 99°0′E / 29.783°N 99.000°E Tibet — من 29°38′N 99°0′E / 29.633°N 99.000°E يونان (الصين) — لحوالي 12 km من 29°12′N 99°0′E / 29.200°N 99.000°E Tibet — لحوالي 7 km من 29°6′N 99°0′E / 29.100°N 99.000°E Yunnan — من 29°1′N 99°0′E / 29.017°N 99.000°E |
| 23°10′N 99°0′E / 23.167°N 99.000°E | ميانمار (Burma)           | |
| 19°46′N 99°0′E / 19.767°N 99.000°E | تايلاند                   | |
| 14°1′N 99°0′E / 14.017°N 99.000°E  | ميانمار (Burma)           | |
| 10°50′N 99°0′E / 10.833°N 99.000°E | تايلاند                   | |
| 7°53′N 99°0′E / 7.883°N 99.000°E   | مضيق ملقا                 | مرورا بغرب Ko Lanta Yai island, تايلاند (في 7°38′N 99°1′E / 7.633°N 99.017°E) · مرورا بغرب Ko Rawi island, تايلاند (في 6°32′N 99°10′E / 6.533°N 99.167°E) |
| 3°39′N 99°0′E / 3.650°N 99.000°E   | إندونيسيا                 | جزيرة سومطرة |
| 0°49′N 99°0′E / 0.817°N 99.000°E   | المحيط الهندي             | مرورا بشرق the جزيرة Pini, إندونيسيا (في 0°6′N 98°51′E / 0.100°N 98.850°E) |
| 1°10′S 99°0′E / 1.167°S 99.000°E   | إندونيسيا                 | جزيرة سيبروت |
| 1°46′S 99°0′E / 1.767°S 99.000°E   | المحيط الهندي             | |
| 60°0′S 99°0′E / 60.000°S 99.000°E  | المحيط الجنوبي            | |
| 65°47′S 99°0′E / 65.783°S 99.000°E | القارة القطبية الجنوبية   | الإقليم الأسترالي في القارة القطبية الجنوبية, المطالب الإقليمية بالقارة القطبية الجنوبية by أستراليا |